# Neumichtis saliaris
Neumichtis saliaris är en fjärilsart som beskrevs av Achille Guenée 1852. Neumichtis saliaris ingår i släktet Neumichtis och familjen nattflyn. Inga underarter finns listade i Catalogue of Life.